# Paul David Sirba
Paul David Sirba (Minneapolis, 2 settembre 1960 – Duluth, 1º dicembre 2019) è stato un vescovo cattolico statunitense.

## Biografia
Paul David Sirba nacque a Minneapolis il 2 settembre 1960 da Norbert Anthony Sirba (1919-2005) e Helen Marie (nata Williams, 1924-2021). Aveva due fratelli, padre Joseph e John, residente a Bloomington, e una sorella Catherine Scott, residente a Cannon Falls.

### Formazione e ministero sacerdotale
Frequentò la Nativity of Mary Grade School di Bloomington e l'Academy of Holy Angels di Richfield. Nel 1982 conseguì il Bachelor of Arts in filosofia presso il College of Saint Thomas di Saint Paul. Nel 1986 ottenne il Master of Divinity presso il seminario "San Paolo" della stessa città. Nel 1996 conseguì il Master of Arts in teologia spirituale e il diploma apostolico avanzato presso l'Istituto catechetico apostolico di Notre Dame ad Arlington.
Il 31 maggio 1986 fu ordinato presbitero per l'arcidiocesi di Saint Paul e Minneapolis. In seguito fu vicario parrocchiale della parrocchia di Sant'Olaf a Minneapolis dal 1986 al 1990; vicario parrocchiale della parrocchia di San Giovanni Battista a Savage dal 1990 al 1991; direttore spirituale del seminario "San Giovanni Vianney" di Saint Paul dal 1991 al 2000; amministratore parrocchiale della parrocchia della Maternità di Maria a Maplewood dal 2000 al 2001; parroco della stessa dal 2001 al 2006; direttore della formazione spirituale del seminario "San Paolo" di Saint Paul dal 2006 al 2009 e vicario generale e moderatore della curia dal giugno del 2009.

### Ministero episcopale
Il 15 ottobre 2009 papa Benedetto XVI lo nominò vescovo di Duluth. Ricevette l'ordinazione episcopale il 14 dicembre successivo nell'Entertainment Convention Center Auditorium di Duluth dall'arcivescovo metropolita di Saint Paul e Minneapolis John Clayton Nienstedt, co-consacranti il vescovo di Superior Peter Forsyth Christensen e il vescovo ausiliare di Saint Paul e Minneapolis Lee Anthony Piché.
Nel marzo del 2012 compì la visita ad limina.
In seno alla Conferenza dei vescovi cattolici degli Stati Uniti fu membro del comitato per la priorità e i piani, del comitato amministrativo e del comitato per le missioni cattoliche interne.
Fu anche membro del consiglio direttivo del seminario "San Paolo" e del comitato consultivo episcopale sulla vita religiosa e cappellano di Stato dei Cavalieri di Colombo.
La mattina del 1º dicembre 2019 fu colpito da un arresto cardiaco mentre si preparava a celebrare la messa nella chiesa di Santa Rosa a Proctor. Venne quindi trasportato all'Essentia Health St. Mary's Medical Center di Duluth dove fu dichiarato morto poco dopo le 9. Le esequie si tennero il 6 dicembre alle ore 11 nella cattedrale di Nostra Signora del Rosario a Duluth e furono presiedute da monsignor Bernard Anthony Hebda, arcivescovo metropolita di Saint Paul e Minneapolis. L'omelia venne pronunciata dal fratello, padre Joseph Sirba. Al termine del rito fu sepolto nel Calvary Cemetery della stessa città.

## Genealogia episcopale
La genealogia episcopale è:
- Cardinal Scipione Rebiba
- Cardinale Giulio Antonio Santori
- Cardinale Girolamo Bernerio, O.P.
- Arcivescovo Galeazzo Sanvitale
- Cardinale Ludovico Ludovisi
- Cardinale Luigi Caetani
- Cardinale Ulderico Carpegna
- Cardinale Paluzzo Paluzzi Altieri degli Albertoni
- Papa Benedetto XIII
- Papa Benedetto XIV
- Papa Clemente XIII
- Cardinale Marcantonio Colonna
- Cardinale Giacinto Sigismondo Gerdil, B.
- Cardinale Giulio Maria della Somaglia
- Cardinale Carlo Odescalchi, S.I.
- Cardinale Costantino Patrizi Naro
- Cardinale Lucido Maria Parocchi
- Papa Pio X
- Cardinale Gaetano De Lai
- Cardinale Raffaele Carlo Rossi, O.C.D.
- Cardinale Amleto Giovanni Cicognani
- Cardinale Pio Laghi
- Cardinale Adam Joseph Maida
- Arcivescovo John Clayton Nienstedt
- Vescovo Paul David Sirba